# FIFA 21
FIFA 21 este un joc video de simulare a fotbalului, dezvoltat de EA Vancouver și EA România, ca parte a seriei FIFA Electronic Arts. Jocul a fost lansat pe 9 octombrie 2020 pentru PlayStation 4, Xbox One, Nintendo Switch și Microsoft Windows.